# Steyermarkochloeae
Tribu
Les Steyermarkochloeae sont une tribu de plantes monocotylédones de la famille des Poaceae, sous-famille des Panicoideae, originaire des régions tropicales d'Amérique du Sud.
Cette tribu, qui appartient probablement à une lignée basale au sein de la sous-famille, comprend seulement trois espèces en deux genres, Arundoclaytonia et Steyermarkochloa.
Le genre type de la tribu est Steyermarkochloa, qui ne compte qu'une seule espèce (genre monotypique), Steyermarkochloa unifolia.